# Walter Keßler (Maler)
Walter Eduard August Keßler, auch Walter Kessler oder Walther Keßler (* 13. April 1873 in Düsseldorf; † 10. November 1912 auf Teneriffa, Kanarische Inseln, Spanien), war ein deutscher Maler der Düsseldorfer Schule.

## Leben
Walter Keßler war ein Sohn des Düsseldorfer Landschaftsmalers August Kessler. In den Jahren von 1888 bis Herbst 1894 studierte er Malerei an der Kunstakademie Düsseldorf. Von Herbst 1894 bis Herbst 1895 war er Soldat. An der Düsseldorfer Akademie waren Heinrich Lauenstein (Elementarklasse 1888/1889), Adolf Schill (Klasse für Ornamentik und Dekoration, 1889–1892), Peter Janssen d. Ä. und Arthur Kampf (Antiken- und Naturklasse 1893) sowie Julius Roeting und Hugo Crola (Malklasse, 1893/1894) seine Lehrer.
In Deutschland wurde Walter Keßler nicht näher bekannt.